# Ambassade d'Ukraine en Slovénie
L'ambassade ukrainienne de Ljubljana est la mission diplomatique de l'Ukraine en Slovénie. Le bâtiment de l'ambassade est situé au numéro 27 de la Mivka à Ljubljana. L'actuel ambassadeur ukrainien en Slovénie est Mychajlo Brodowytsch depuis 2015.

## Histoire
Après l'effondrement de l'Union soviétique, l'Ukraine s'est déclarée indépendante en août 1991. La Slovénie a reconnu l'Ukraine comme un État indépendant le 11 décembre 1991.
L'établissement de relations diplomatiques avec la Slovénie a été convenu le 10 mars 1992. Le représentant diplomatique était l'ambassadeur de Budapest jusqu'en 2004, jusqu'à l'ouverture de l'ambassade de Ljubljana la même année. Ivan Hnatyshyn a été le premier ambassadeur résident à être accrédité.
Il y a actuellement[Quand ?] 2 000 Ukrainiens résidant en Slovénie.

## Bureaux consulaires de l'Ukraine en Slovénie
Il n'y a qu'un seul bureau consulaire en Slovénie, il s'agit de la Section consulaire de l'Ambassade d'Ukraine à Ljubljana

## Bâtiment de l'ambassade en Slovénie
L'ambassade est située au 27, Mivka, au sud de la capitale slovène.

## Ambassadeurs et envoyés de l'Ukraine en Slovénie

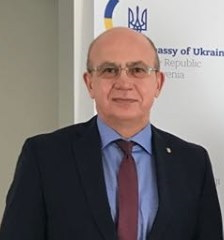
Mychajlo Brodowytsch, ambassadeur actuel depuis 2015

- Ivan Hnatyshyn (2004-2006)
- Stanislaw Jeschow (2006-2007)
- Wadym Prymachenko (2007-2011)
- Natalja Fialka (2011)
- Mykola Kyrychenko (2011-2015)
- Mychajlo Brodowytsch (2015–)